# Jacob Augustus Geissenhainer
Jacob Augustus Geissenhainer (* 28. August 1839 in New York City; † 20. Juli 1917 in Mount Pocono, Pennsylvania) war ein US-amerikanischer Politiker. Von 1889 bis 1895 vertrat er den Bundesstaat New Jersey im US-Repräsentantenhaus.

## Werdegang
Jacob Geissenhainer besuchte private Schulen und studierte danach bis 1858 am Columbia College in seiner Heimatstadt New York sowie kurze Zeit an der Friedrich-Wilhelms-Universität in Berlin. Nach einem Jurastudium am Yale College und der New York University und seiner 1862 erfolgten Zulassung als Rechtsanwalt arbeitete er in New York als Anwalt. Später verlegte er seinen Wohnsitz nach New Jersey und schlug er als Mitglied der Demokratischen Partei eine politische Laufbahn ein.
Bei den Kongresswahlen des Jahres 1888 wurde Geissenhainer im dritten Wahlbezirk von New Jersey in das US-Repräsentantenhaus in Washington, D.C. gewählt, wo er am 4. März 1889 die Nachfolge von John Kean antrat. Zweimal wiedergewählt absolvierte er bis zum 3. März 1895 drei Legislaturperioden im Kongress. Ab 1893 war er Vorsitzender des Einwanderungs- und Einbürgerungsausschusses sowie des Ausschusses für Marineangelegenheiten im Repräsentantenhaus.
Im Jahr 1894 wurde Geissenhainer nicht wiedergewählt und nach dem Ende seiner Zeit im US-Repräsentantenhaus praktizierte er wieder als Anwalt. Er starb am 20. Juli 1917 in Mount Pocono und wurde in Philadelphia beigesetzt.